# Andreu Fontàs
Andreu Fontàs Prat (wym. [ənˈdɾew funˈtas]; ur. 14 listopada 1989 w Banyoles, Girona, Katalonia) to hiszpański piłkarz występujący w amerykańskim klubie Sporting Kansas City. Gra na pozycji środkowego obrońcy.

## Kariera
Fontàs karierę rozpoczął w klubie z rodzinnego miasta Club Deportiu Banyoles. Po jedenastu latach w klubie, w sezonie 2006-07 przeszedł do Girona FC, początkowo do młodszych kategorii wiekowych, Tercera División, ale pod koniec sezonu zadebiutował w pierwszym zespole.
Po otrzymaniu wielu ofert z Primera División m.in. Atlético Madryt i RCD Espanyol, Wreszcie latem 2007 podpisał kontrakt z FC Barcelona, odgrywa ważną rolę w Juvenil A, młodzieży Azulgrany. Był kapitanem drużyny, oraz zawodnikiem sezonu Copa del Rey w swojej kategorii.
W dniu 20 listopada 2010 r., Fontàs zadebiutował w lidze w pierwszej drużynie. Natomiast 7 grudnia, zadebiutował w UEFA Champions League, przeciwko FC Rubin Kazań
W dniu 16 marca 2011 r., Fontàs dołączył na stałe do drużyny seniorów, zajmując miejsce po Ericu Abidal, który przez 47 dni nie mógł grać z powodu guza na wątrobie.

## Sukcesy

### FC Barcelona
- Superpuchar Hiszpanii (2) : 2009, 2011
- Superpuchar Europy (1): 2009
- Liga Mistrzów 2010/2011
- Mistrzostwo Hiszpanii 2010/11
- Klubowe Mistrzostwo Świata 2011
- Puchar Króla: 2011/2012

### Hiszpania U-20
- Igrzyska śródziemnomorskie: 2009, Złoty medal